# Richard Wellmann (Offizier)

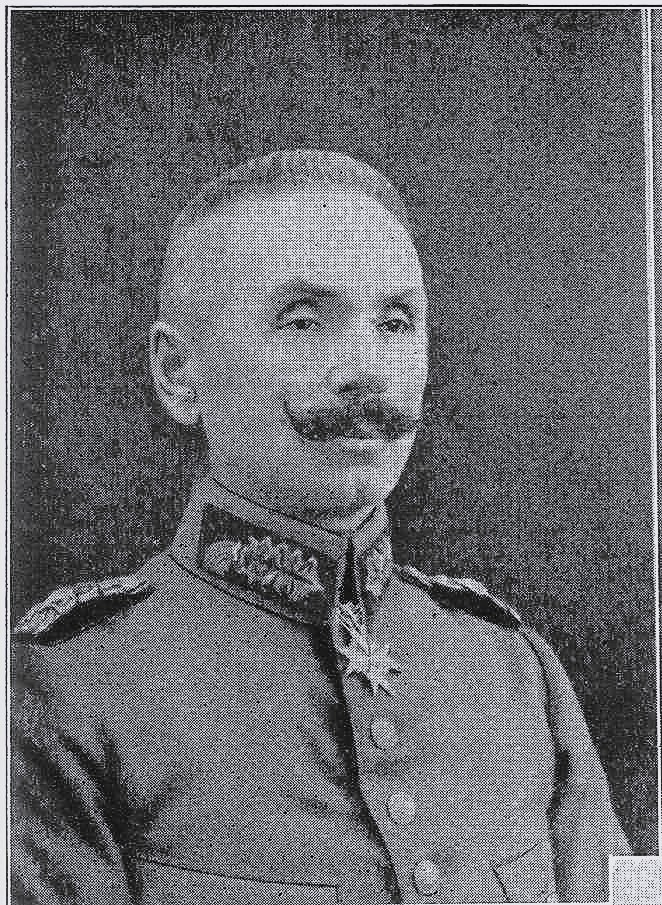
Generalleutnant Richard Wellmann

Ludwig Richard Wellmann (* 29. Juni 1859 in Schönfeld; † 12. Juni 1934 in Hannover) war ein preußischer Generalleutnant im Ersten Weltkrieg.

## Leben

### Herkunft
Ludwig Richard Wellmann war der Sohn eines Majors a. D. und Ökonomiekommissionsrats in Kreuzburg und dessen Ehefrau Anna, geborene Bach.

### Militärkarriere
Er besuchte die Höhere Bürgerschule in Crossen sowie die Gymnasien in Züllichau und Breslau. Anschließend trat Wellmann am 1. April 1877 als Fahnenjunker in das Grenadier-Regiment „Prinz Carl von Preußen“ (2. Brandenburgisches) Nr. 12 der Preußischen Armee in Frankfurt (Oder) ein und wurde im Jahr darauf am 12. Oktober zum Sekondeleutnant befördert. Während seiner zehn Jahre im Regiment wurde er von 1884 bis 1887 an die Kriegsakademie kommandiert. Am 3. April 1888 wurde er zum Infanterie-Regiment „von Horn“ (3. Rheinisches) Nr. 29 versetzt und zeitgleich zum Premierleutnant befördert. Im Jahr danach wurde er Regimentsadjutant. 1891 wurde er als solcher der 32. Infanterie-Brigade in Saarbrücken zugeteilt. Hier wurde er 1893 zum überzähligen Hauptmann befördert. 1895 kehrte er zum Infanterie-Regiment Nr. 29 zurück und wurde Kompaniechef. 1899 wurde er Adjutant der 39. Division in Colmar. Im Jahre 1900 zum Major befördert, wurde er 1902 als Bataillonskommandeur zum 2. Unter-Elsässischen Infanterie-Regiment Nr. 137 in Hagenau versetzt. 1906 erfolgte die Beförderung zum Oberstleutnant bei gleichzeitiger Versetzung zum 13. Königlich Sächsischen Infanterie-Regiment Nr. 178 nach Kamenz. Ende 1909 zum Oberst befördert, wurde er im Folgejahr Kommandeur des Füsilier-Regiments „General-Feldmarschall Prinz Albrecht von Preußen“ (Hannoversches) Nr. 73 in Hannover. 1913 wurde er zum Generalmajor befördert und erhielt das Kommando über die 31. Infanterie-Brigade in Trier übertragen.
Die Brigade zog als Teil des VII. Armee-Korps im Verband der unter Befehl des Herzogs Albrecht von Württemberg stehenden 4. Armee in den Ersten Weltkrieg. Sie kämpfte in der Marneschlacht sowie in der Champagne zwischen Le Mesnil und Perthes.

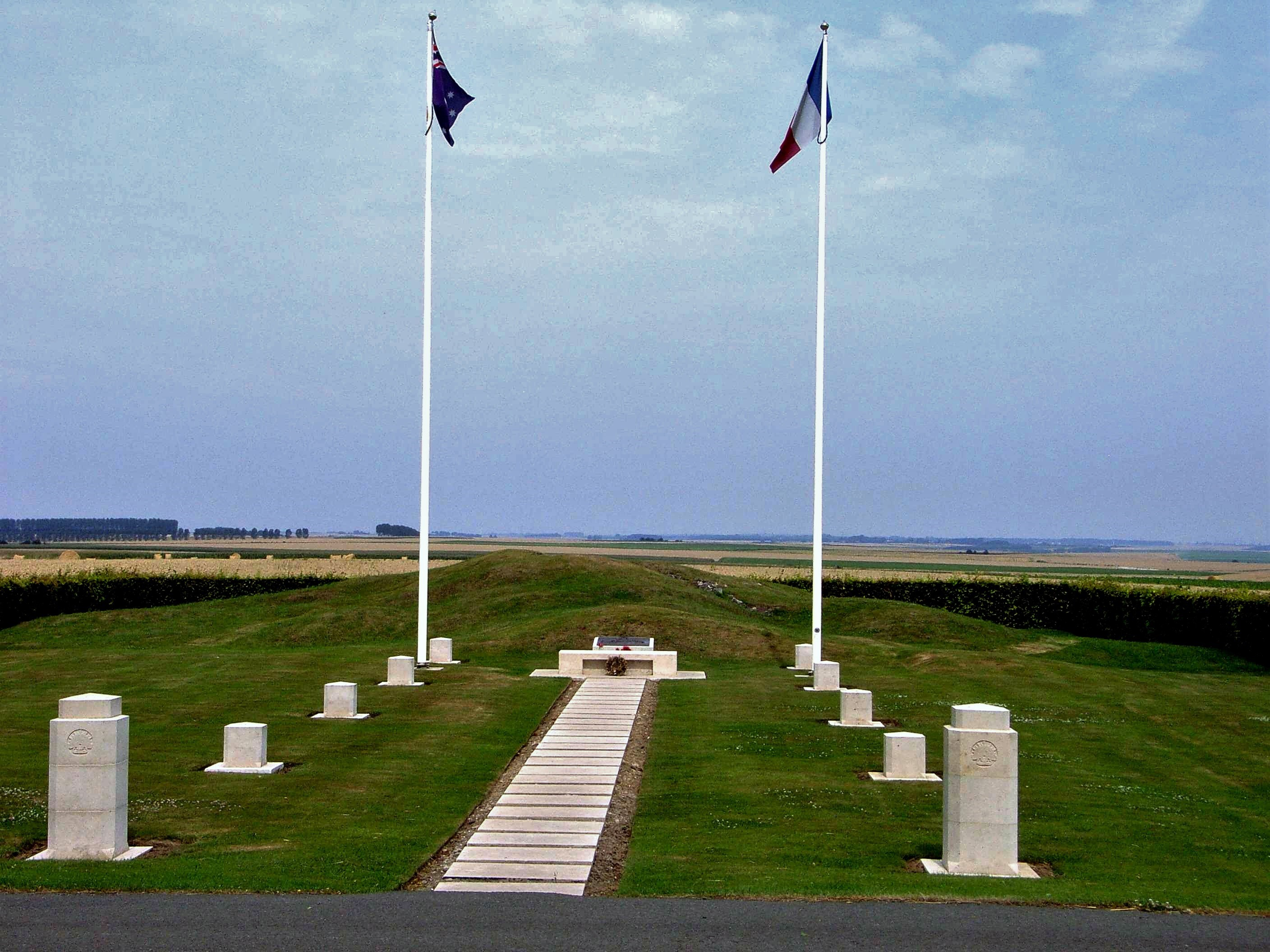
Ehem. Windmühlenhügel bei Pozières

Ende Oktober 1914 wurde er zum Kommandeur der im Stellungskampf vor Reims liegenden und zum X. Armee-Korps gehörenden 37. Infanterie-Brigade ernannt. Vier Monate darauf erhielt Wellmann das Kommando über die aus Schleswig-Holsteinern gebildete 18. Reserve-Division des IX. Reserve-Korps unter Max von Boehn. Diese kämpfte zuerst im Verband der 1. Armee und wechselte dann zur 2. Armee über. Im Verband der 6. Armee kämpfte die 18. Reserve-Division in der Loretto-Höhe in der Nähe von Lens, danach vor Vimy. 1916 trat die Division während der Schlacht an der Somme zurück unter das Kommando der 1. Armee und kämpfte unter anderem am „Windmühlenhügel“ bei Pozières. Für die Leistungen seiner Division während der ersten 16 Tage in der Sommeschlacht wurde Wellmann mit dem Roten Adlerorden II. Klasse mit Eichenlaub und Schwertern ausgezeichnet. Nach dem Einsatz der Division vor Loos wurde sie zurück an die Somme verlegt und kämpfte vor Le Transloy, Bapaume und Metz-en-Couture.
Im Oktober 1916 wechselte Wellmann von der West- an die Ostfront. Er wurde dort Kommandeur der im Verband des X. Armee-Korps in der Schlacht bei Kowel am Stochod im Abschnitt zwischen Zubilno und Zaturce kämpfenden 20. Division. Bereits im November wurde die Division jedoch herausgezogen und an die Westfront verlegt, wo sie im Verband der 7. Armee in der Nähe Hirsons, Laons, Saarburg in Lothringen und wieder bei Laon eingesetzt wurde. Am 27. Januar, dem Geburtstag des Kaisers, wurde Wellmann zum Generalleutnant befördert. Im Juli 1917 verlegte die Division wieder zurück an die Ostfront nach Kalucz (Galizien), wo sie bis zum erneuten Übergang zum Stellungskrieg an der Seite des k.u.k. XIII. Armeekorps über den Sereth bis Chorostko vordringen konnte.
Ende August wurde die Division nach Riga zur 8. Armee unter dem Oberbefehl von General Hutier verlegt. Mitte September wurde Wellmanns Divisison, der als Generalstabsoffizier Oskar von Hindenburg – der einzige Sohn Paul von Hindenburgs – zugeteilt war, zurück an die Westfront verlegt, wo sie in der Dritten Flandernschlacht bei Passchendaele eingesetzt wurde. Kurz darauf wurde sie in die Gruppe „Arras“ zur 2. Armee verlegt. Während der Schlacht von Cambrai wurde Wellmann am 3. Dezember mit der Führung des vor Reims liegenden VII. Reserve-Korps beauftragt. Am 15. Juni 1918 übernahm er dann die Führung des XIV. Reserve-Korps, das im Verbund mit der 17. Armee stand. Während der Kämpfe bei Bapaume wurde er am 24. August mit der Führung des I. Reserve-Korps beauftragt. Für seine Leistungen erhielt Wellmann am 26. Oktober 1918 das Eichenlaub zum Pour le Mérite, nachdem er mit diesem hohen Orden am 22. Dezember 1917 ausgezeichnet worden war.
Nach dem Waffenstillstand gehörte dieses Korps zum Grenzschutz West an der Lahn. Zum Ende seiner militärischen Laufbahn fand er Verwendung an der Grenze Ostpreußens beim Grenzschutz Ost als Führer des Generalkommandos Nr. 52. Nach seinem Abschiedsgesuch wurde er am 8. April 1919 zu den Offizieren von der Armee überführt und am 18. Juni 1919 zur Disposition gestellt.

### Familie
Wellmann verheiratete sich am 5. Januar 1890 mit Elisabeth Kette. Zwei seiner drei Söhne fielen im Ersten Weltkrieg.

## Schriften
- Das Offizier-Korps des Infanterie-Regiments von Horn (3. Rheinisches) Nr. 29. 1815–1890. E.S. Mittler & Sohn, Berlin 1890 (online bei dilibri Rheinland-Pfalz)
- Das Leben des Generallieutenant Heinrich Wilhelm von Horn. Mit einem Bildniß und Skizzen. E.S. Mittler & Sohn, Berlin 1890.
- Geschichte des Infanterie-Regiments von Horn (3tes Rheinisches) Nr. 29. Im Auftrage des Regiments bearbeitet. Lintz, Trier 1894 (online bei Google Books).
- Mit der hannoverschen 20. Infanterie-Division in Ost und West Oktober 1916 bis Dezember 1917. Selbstverlag, Hannover 1923.
- Das I. Reserve-Korps in der letzten Schlacht. Buchhandlung der Niederdeutschen Zeitung, Hannover 1924.
- Mit der 18. Reserve-Division in Frankreich. 24. Februar 1915 bis 4. Oktober 1916. Kameradschaftliche Vereinigung der Offiziere des ehemaligen Res.-Inf.-Reg. Nr. 36, Hamburg 1925.
- Das Infanterie-Regiment von Horn (3. Rheinisches) Nr. 29. H. 1, 1929.